# Anna Guarini
Anna Guarini, condesa Trotti (1563 - 3 de mayo de 1598) fue una cantante virtuosa italiana de finales del Renacimiento. Fue una de las cantantes más renombradas de la época, y era una de las cuatro Concerto delle donne en la corte ferraresa de la familia Este, para quien muchos compositores escribieron en un estilo progresivo.

## Vida y asesinato
Era hija del famoso poeta Gian Battista Guarini, autor de Il pastor fido. Los detalles sobre sus primeros años son escasos, pero se sabe que empezó a trabajar en la corte de la familia Este con diecisiete años, y que de inmediato llamó la atención por la belleza y control de su voz como cantante. Además de cantar, era también una talentosa intérprete de laúd. La duquesa de Ferrara, Margarita Gonzaga d´Este, aparentemente se quedó con ella y las otras tres miembros del Concerto delle donne (Laura Peverara, Tarquinia Molza y Livia d'Arco) como compañeras habituales donde quiera que fuera, y las cuatro cantantes interpretaban tan bien juntas que se hicieron famosas en toda Italia.
En 1585 se casó con el conde Ercole Trotti. La evidencia coyuntural sugiere que fue un matrimonio arreglado; era mucho más mayor que ella, y hay también pruebas de que el matrimonio no fue feliz. En 1596 fue acusada, evidentemente sin justificación, de tener un romance con un miembro de las fuerzas armadas del duque, Ercole Bevilacqua que también tuvo que huir de Ferrara debido a las sospechas de Trotti de tener un asunto con Anna. Aunque el duque Alfonso había ordenado a Trotti no hacer daño a Anna, el duque falleció en 1597 y, el 3 de mayo de 1598, Trotti sorprendió a Anna en su dormitorio mientras estaba enferma con una fiebre, y asistido por un cómplice — su propio hermano, Girolamo-  la asesinó con un hacha.
Trotti no solo fue perdonado por el nuevo duque de Módena, César de Este, sino que aumentó su prestigio. De todas maneras, en 1598 el periodo de experimentación musical en la corte de Ferrara finalizó con la absorción de la ciudad por los Estados Pontificios bajo el papa Clemente VIII.

## Influencia
La incorporación de voces femeninas, y en particular el rango de soprano, fue uno de los acontecimientos más significativos en la historia del canto a finales del siglo XVI. Con anterioridad a este tiempo casi toda la música estuvo escrita para voces masculinas. Anna Guarini fue una de las más influyentes cantantes virtuosas en el rango de soprano durante este periodo de transición.
Las cuatro cantantes del concierto di donne inspiraron numerosas composiciones a los compositores principales de la corte, incluyendo Luzzasco Luzzaschi, Lodovico Agostini, y otros. Además, su fama estaba tan extendida que compositores de otros lugares — como el noble Carlo Gesualdo, príncipe de Venosa (que también asesinó a su primera mujer), vinieron específicamente a Ferrara para escribir música para ellas. Anna era famosa por su virtuosismo vocal y la belleza de su voz, y Agostini le dedicó específicamente madrigales concretos en su tercer libro de madrigales (1582). La moda de la música escrita para voces soprano probaría ser duradera; de hecho nunca ha acabado. Monteverdi en su primer libro de madrigales (1587) presenta voces soprano como la atracción principal; en la mayoría de las piezas la voz grave solo entra después de un descanso de varios compases, dejando a las voces agudas empezar.
El poeta Torquato Tasso la elogió en verso, en su Mentre in concento alterno, al igual que el propio Agostini en la introducción de su colección de madrigales de 1582.